# Йордан Осоріо
Йордан Ернандо Осоріо Паредес (ісп. Yordan Hernando Osorio Paredes, нар. 10 травня 1994, Баринас) — венесуельський футболіст, захисник італійського клубу «Парма» та національної збірної Венесуели. Триразовий чемпіон Венесуели, чемпіон Росії, володар Кубка Росії.

## Клубна кар'єра
Йордан Осоріо розпочав виступи в дорослому футболі в 2014 році в складі команди зі свого рідного міста Баринас «Самора». У команді виступав протягом трьох років, протягом яких тричі ставав у складі команди чемпіоном Венесуели.
У 2017 році Йордан Осоріо став гравцем португальського клубу Прімейри «Тондела», в якому грав протягом року. На початку 2018 року венесуельський футболіст став гравцем одного із найсильніших португальських клубів «Порту», проте зіграв у його складі лише 1 матч, і на початку сезону 2018—2019 року відбув у річну оренду до іншого клубу Прімейри «Віторія» з міста Гімарайнш, у якій протягом року зіграв 27 матчів у чемпіонаті. На початку сезону 2019—2020 року Осоріо відбув у річну оренду до російського клубу «Зеніт» із Санкт-Петербурга, у складі якого став чемпіоном Росії та володарем Кубка Росії.
5 жовтня 2020 року Йордан Осоріо став гравцем італійського клубу «Парма» на правах повноцінного контракту на 4 роки, за що «Порту» отримало 4 мільйони євро. Станом на грудень 2022 року зіграв у складі «Парми» 49 матчів.

## Виступи за збірні
У 2017 році Йордан Осоріо дебютував у складі національної збірної Венесуели у матчі зі збірною США. У складі збірної брав участь у Кубку Америки 2019 року, на якому венесуельська збірна закінчила виступи на стадії чвертьфіналу. Станом на грудень 2022 року зіграв у складі збірної 16 матчів, у яких забитими м'ячами не відзначився.

## Титули і досягнення
- Чемпіон Венесуели (3):

«Самора» (Баринас): 2013—2014, 2015, 2016
- Чемпіон Росії (1):

«Зеніт»: 2019–2020
- Володар Кубка Росії (1):

«Зеніт»: 2019–2020